# جهاز عرض سينمائي
جهاز العرض السينمائي هو جهاز بصري ميكانيكي لعرض فيلم سينمائي عن طريق عرضه على شاشة عرض. معظم العناصر البصرية والميكانيكية، باستثناء أجهزة الإضاءة والصوت، موجودة في آلات التصوير السينمائية.

## تاريخ

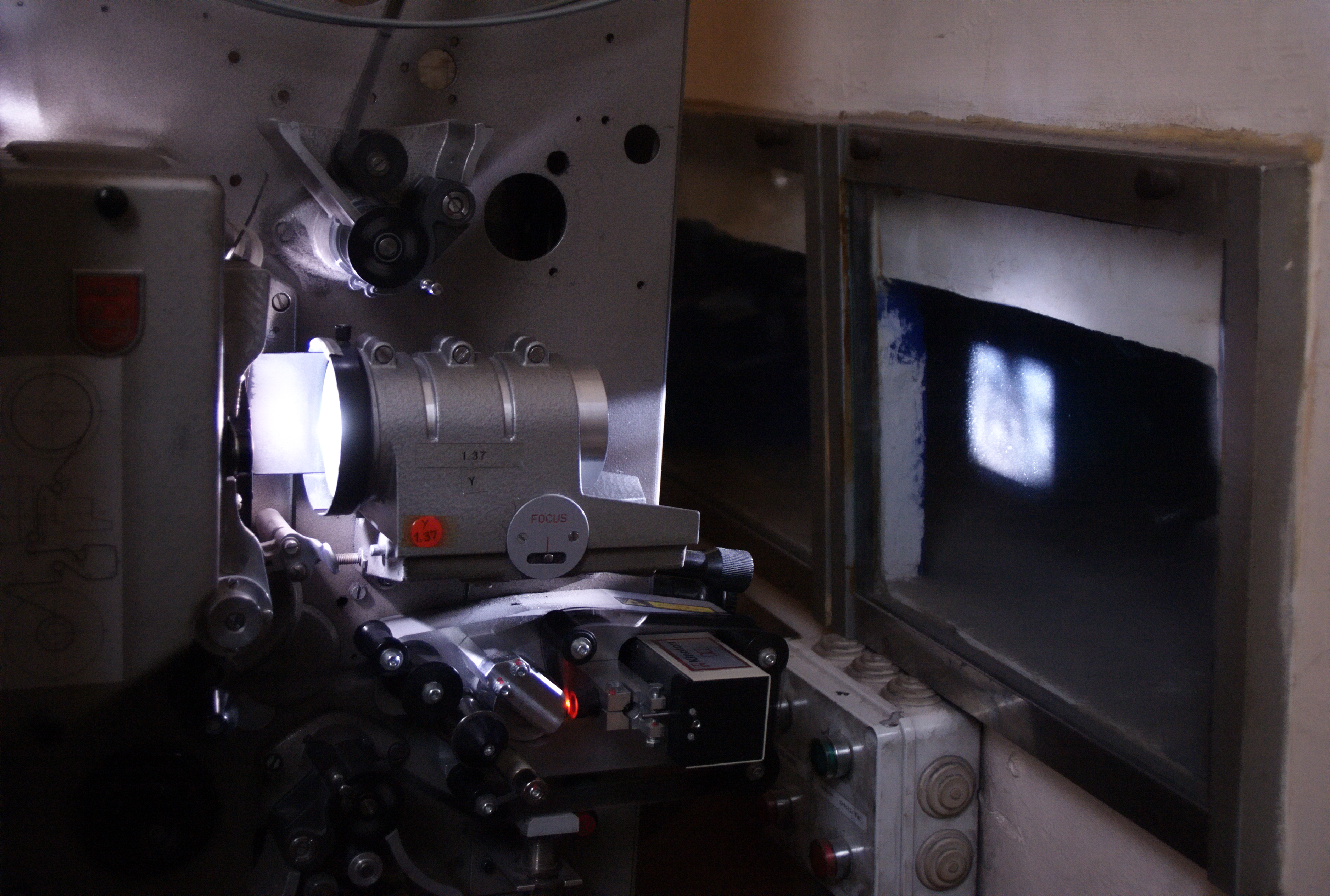
جهاز عرض سينمائي قياس 35 مم.

كان الجهاز السابق الرئيسي لجهاز العرض السينمائي هو الفانوس السحري. كانت تمتلك أكثر أجهزته شيوعًا، مرآة مقعرة خلف مصدر ضوء للمساعدة في توجيه أكبر قدر ممكن من الضوء من خلال شريحة صورة زجاجية مطلية وعدسة، إلى خارج الفانوس ليسقط على الشاشة. طُبقت تقنيات أبسط لتحريك الصور المرسومة على الأغلب منذ تقديم كريستيان هوغنس للجهاز نحو عام 1659. في البداية استُخدمت الشموع ومصابيح الزيت، ولكن استُخدمت مصادر أخرى للضوء، مثل مصباح أرجاند وضوء الكلس، عادةً بعد تقديم الجهاز مباشرة. غالبًا ما كانت العروض التقديمية للفانوس السحري تتضمن جمهور صغير نسبيًا، ولكن عادةً ما عُرضت عروض الظلال والأشباح المخيفة (فانتازماغوريا) والمشاهد الخافتة تدريجيًا في مسارح لائقة أو خيام كبيرة أو مساحات محولة خصيصًا للعرض مع الكثير من المقاعد.
فكر كل من جوزيف بلاتو وسيمون ستامفر في فانوس الإسقاط عندما قدموا بصورة مستقلة الرسوم المتحركة الاصطرابية في عام 1833 باستخدام قرص اصطرابي (الذي أصبح يعرف باسم فيناكستيسكوب)، لكن أي منهما لم يرد العمل على الإسقاط بنفسه.

أقدم العروض الناجحة المعروفة للرسوم المتحركة الاصطرابية أُجريت من قبل لودفيج دوبلر في عام 1847 في فيينا، الذي ذهب في جولة إلى العديد من المدن الأوروبية الكبرى لتقديم العروض لأكثر من عام. كان للفانتاسكوب الخاص به واجهة مع عدسات منفصلة لكل من الصور الـ 12 الموجودة على القرص ووُضعت عدستين منفصلتين حولها لتوجيه الضوء من خلال الصور.

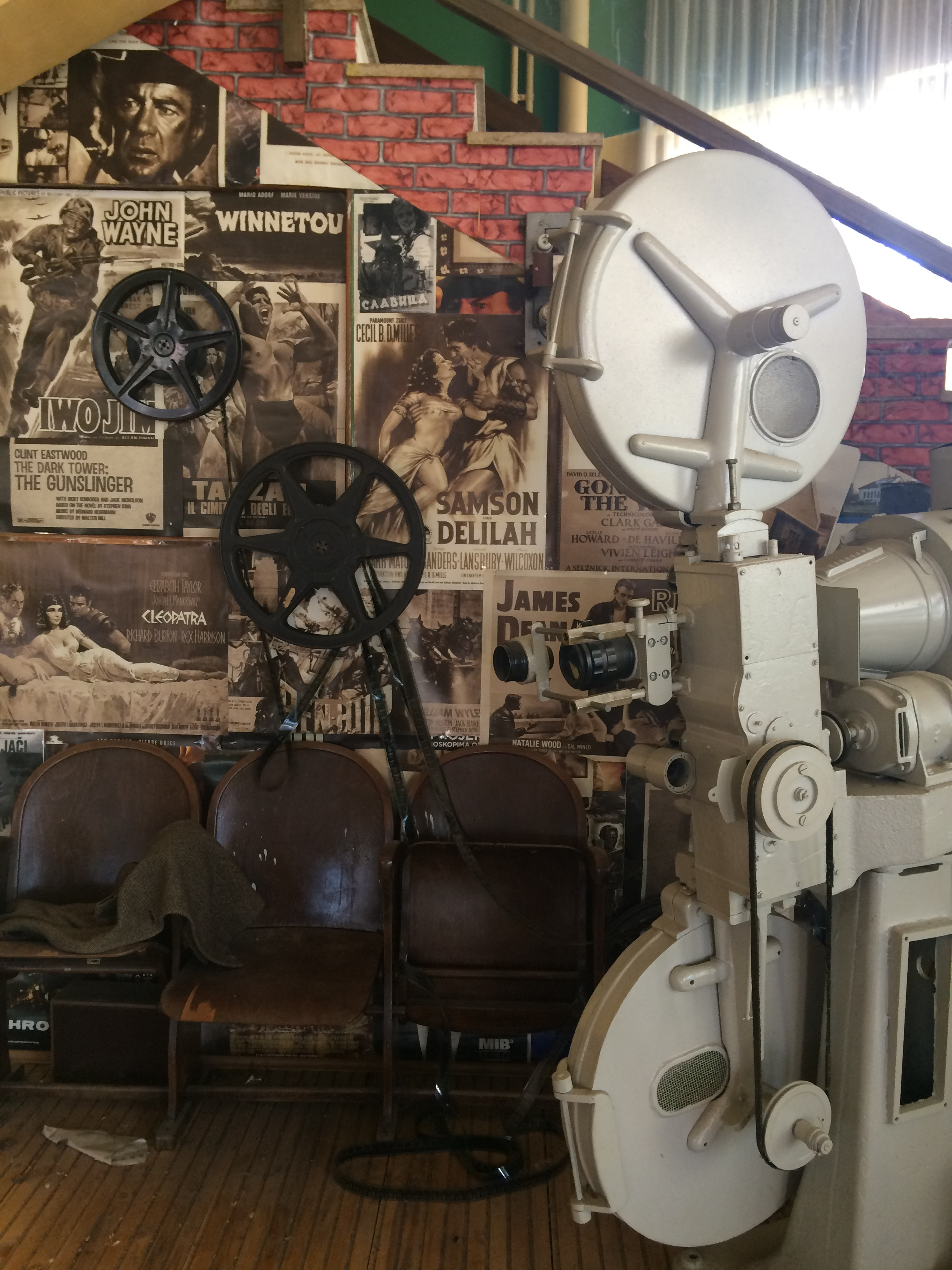
جهاز عرض سينمائي قديم

سجل وردزورث دونيسثورب براءة اختراع لكاميرا عرض سينمائي ولنظام عرض فيلم في عام 1876. ردًا على تقديم الفونوغراف وعلى اقتراح أنه يمكن دمجه مع إسقاط التصوير المجسم، أعلن دونيسثورب أنه سيعرض مثل هذه الصور أثناء الحركة. أعطت كاميرته الأصلية كينيسغراف نتائج غير مرضية. حصل على نتائج أفضل بكاميرا جديدة عام 1889، ولكن يبدو أنه لم ينجح أبدًا في عرض أفلامه.
طور إدوارد مويبريدج زوبراكسكوب في عام 1879 وألقى العديد من المحاضرات باستخدام الجهاز من عام 1880 إلى عام 1894. عرض الجهاز صورًا من أقراص زجاجية دوارة. كانت الصور تُرسم في البداية على الزجاج، كصور ظلية. استخدمت سلسلة ثانية من الأقراص، أُنتجت عام 1892-1894، رسومات خطوط توجيهية مطبوعة على الأقراص فوتوغرافيًا، ثم تُلون يدويًا.
طور أوتومار أنشستس أول مكشاف عجلي في عام 1886. لكل مشهد، تُرفق 24 شريحة زجاجية مع صور كرونوغرافية بحافة عجلة دوارة كبيرة وتُسقط على شاشة صغيرة من زجاج أوبال عن طريق ومضات متزامنة قصيرة جدًا من أنبوب غايسلر. عرض أنشستس حركة الصور من مارس 1887 حتى يناير 1890 على الأقل إلى نحو 4 أو 5 أشخاص في نفس الوقت، في برلين والمدن الألمانية الكبرى الأخرى وبروكسل (في معرض يونيفرسال 1888) وفلورنسا وسانت بطرسبرغ ونيويورك وبوسطن وفيلادلفيا. بين عامي 1890 و1894 ركز على تسخير نسخة آلية تعمل بالعملة التي كانت مصدر إلهام للكينتوسكوب من شركة إديسون. من 28 نوفمبر 1894 إلى على الأقل حتى مايو 1895، عرض تسجيلاته من قرصين دواريين بصورة متقطعة، وكانت معظم عروضه في قاعات 300 مقعد، وفي العديد من المدن الألمانية. خلال تقريبًا 5 أسابيع من العروض في مبني الرايخستاغ القديم في برلين في فبراير/مارس 1895، قدم نحو 7.000 زائر ودفعوا لمشاهدة العرض.
في عام 1886، تقدم لويس لي برينس بطلب للحصول على براءة اختراع أمريكية لجهاز من 16 عدسة يجمع بين كاميرا الصور المتحركة وجهاز العرض. في عام 1888، استخدم نسخة محدثة من كاميرته لتصوير الصورة المتحركة لمشهد حديقة راونداي. عُرضت الصور بصورة خاصة في هانسليت. بعد أن استثمر الكثير من الوقت والجهد والوسائل في تطوير بطيء ومزعج، بدا لي برينس راضيًا في نهاية المطاف عن نظام أفلامه وكان لديه عرض توضيحي (خاص) مقرر في نيويورك عام 1890، ولكن لم يره أحد مرة أخرى بعد ركوبه قطار في فرنسا.
بعد سنوات من التطوير، قدم إديسون في نهاية المطاف عارض أفلام الكينتوسكوب الذي يعمل بوضع قطع النقود المعدنية عام 1893، وكان يوضع غالبًا في صالونات مخصصة. لأسباب غير معروفة، اعتقد أن هذا نظام تجاري أكثر جدوى من عروض الإسقاط في المسارح. وجد العديد من رواد الأفلام الآخرين فرصًا لدراسة تقنية الكينتوسكوب وتطويرها أكثر من أجل تصميم أنظمة عرض الأفلام الخاصة بهم.
عُرض منظار إيدولوسكوب، الذي ابتكره يوجين أوغستين لاوست لعائلة لاثام، لأعضاء الصحافة في 21 أبريل 1895 وأُتيح للجمهور مقابل دفع النقود في 20 مايو، في متجر برودواي السفلي مع عرضه لأفلام عن مباراة الملاكمة مقابل جائزة بين غريفو وبارنيت، مأخوذة من سطح ماديسون سكوير جاردن في 4 مايو. كان هذا أول عرض إسقاط تجاري.
عرض ماكس وإميل سكالادانوفسكي الصور المتحركة مع جهاز بايوسكوب الخاص بهم، وهو بنية مزدوجة خالية من الوميض، في الفترة من 1 إلى 31 نوفمبر 1895. بدأوا بجولة مع صورهم المتحركة، ولكن بعد لفت العرض الثاني للسينماتوجراف للأخوين لوميير أنظارهم في باريس في 28 ديسمبر 1895، يبدو أنهما اختارا عدم التنافس معه. استمروا بعرض صورهم المتحركة في العديد من المدن الأوروبية حتى مارس 1897، ولكن في نهاية المطاف كان على جهاز بايوسكوب أن يتقاعد ويُعتبر كفشل تجاري.
أكمل لوي وأوجست لوميير في ليون السينماتوجراف، وهو جهاز يصور الفيلم ويطبعه ويعرضه. في أواخر عام 1895 في باريس، بدأ الأب أنطوان لوميير معارض لأفلام مسقطة لجمهور يدفع نقود للمشاهدة، بادئًا بذلك التحول العام لبيئة عرض الأفلام إلى الإسقاط. سرعان ما أصبحوا المنتجين الرئيسيين في أوروبا مع أفلامهم الواقعية مثل العمال يتركون مصنع لومييه ورسومهم الهزلية المصورة مثل ذا سبرينكلر سبرينكلد (كلاهما 1895). حتى إديسون، انضم إلى الموجة الرائجة مع جهاز الفيتاسكوب، وهو فانتوسكوب معدل من قبل جينكينز، في غضون أقل من ستة أشهر.

### تراجع أجهزة عرض الأفلام
في عام 1999، جُربت أجهزة عرض سينمائية رقمية في بعض دور السينما. كانت أجهزة العرض الأولى تُشغل الفيلم المخزن على جهاز الكمبيوتر وتُرسله إلى جهاز العرض إلكترونيًا. نظرًا لدقتها المنخفضة نسبيًا (عادةً فقط 2 كي) مقارنةً بالأنظمة السينمائية الرقمية اللاحقة، كانت الصور في ذلك الوقت تحتوي على بكسلات مرئية. بحلول عام 2006، أدى ظهور إسقاط رقمي بدقة أعلى بكثير 4 كي إلى تقليل رؤية البكسل. أصبحت الأنظمة أصغر حجمًا مع مرور الوقت.
بحلول عام 2009، بدأت دور السينما استبدال أجهزة عرض الأفلام بأجهزة عرض رقمية. في عام 2013، قُدر أن 92٪ من دور السينما في الولايات المتحدة قد تحولت إلى رقمية، مع بقاء 8٪ لا تزال تعرض الفيلم. في عام 1998، ضغط العديد من صانعي الأفلام المشهورين، بما في ذلك كوينتن تارانتينو وكريستوفر نولان، على استوديوهات كبيرة للالتزام بشراء عدد محدد من أفلام قياس 35 مم من كوداك. ضمن القرار استمرار إنتاج أفلام 35 مم لكوداك لعدة سنوات.